# Monopolistická konkurence
Monopolistická konkurence (také Chamberlinova konkurence) je typ nedokonalé konkurence stejně jako oligopol nebo monopol.

## Dokonalá konkurence
Dokonalá konkurence je definována tím, že na trhu existuje velké množství prodejců identického produktu (např. prodejci uhlí), kteří nemají možnost ovlivnit cenu.

## Monopolistická konkurence
Monopolistická konkurence je nejjemnější forma nedokonalé konkurence s prvky monopolu i dokonalé konkurence. Je zde velký počet výrobců s výrobky, které jsou blízkými substituty - ale produkce je diferencovaná. Firma může ovlivnit částečně cenu. Bariéry vstupu do odvětví minimální např.: maloobchod, pohostinství, ubytovací služby...
Zde je porušena zejména druhá podmínka, tj. výrobky nejsou identické (např. tatranky se od sebe liší obalem a chutí, ale jinak jsou celkem podobné), a to dává prodejci možnost ovlivnit jejich cenu. Monopolistická konkurence je tržní strukturou nejvíce připomínající dokonalou konkurenci (zejména tím, že uvažuje velký počet firem na trhu a značnou mobilitu firem mezi jednotlivými trhy).

## Charakteristika
1. Velký počet firem v odvětví – výrobky těchto firem jsou velmi blízkými substituty, jednotlivé firmy mají relativně malý podíl na trhu (podobají se tak firmám v dokonalé konkurenci). Rozhodování o výstupu a ceně neovlivňuje chování konkurentů v odvětví.[1]
2. Výroba diferencovaného produktu – produkty mnou být označeny ochrannou známkou, což znemožňuje vyrábět konkurentům stejný produkt, avšak mohou vyrábět podobné výrobky. Diferenciace může být různého typu, např.: kvalita produktu, výše ceny, umístění firmy, reklama a obal. Čím vyšší bude diferenciace produktu, tím vyšší bude tržní síla výrobce s daným produktem na trhu. Diferenciaci produktů silně ovlivňuje působení reklamy a propagační úsilí. Příkladem mohou být výrobci zubních past na českém trhu, jejich výrobky se liší, chutí, složením, barvou a obalem.[1][2]
3. Neexistence bariér vstupu/výstupu firem do/z odvětví – tento rys připomíná dokonalou konkurenci, kdy vstupu/výstupu na monopolistický trh nebrání žádné překážky. V reálu mohou nastat drobné překážky např. v odvětví stravování – zdravotní průkaz, v odvětví cestovního ruchu – pojištění proti úpadku. [1]

## Chamberlinův model
Jedná se o první model monopolistické konkurence. Vytvořen ve 30. letech 20. století. Nezávisle na sobě jej vytvořili Edward Chamberlin a Joan Robinsonova (ekonomka z univerzity v Cambridge). Hlavní rysem je rovnost postavení všech firem v odvětví, vyrábějící statky, které jsou si velmi blízké, nejedná se však o dokonalé substituty. Např. trh pánských košilí.

## Maximalizace zisku v krátkém období
Firma v monopolistické konkurenci je cenovým tvůrcem a poptávka po její produkci je klesající. Jestliže jedna firma sníží cenu, pravděpodobně se jí zvýší objem prodejů. Důvodem je odlákání zákazníků firmám, které cenu nesnížily. Naopak zvýšení ceny výrobků, pravděpodobně sníží objem produkce, zákazníci půjdou nakupovat ke konkurentům, kteří svou cenu nezvýšili. Lze říci, že díky vzájemně nahraditelným výrobkům, je individuální poptávková křivka velmi elastická.
Cenová elasticita poptávky po produkci je ovlivněna počtem firem v odvětví a diferenciací výrobků. Cenová elasticita poptávky bude tím větší, čím více substitutů má daný produkt nebo služba a čím více je firem na trhu s daným produktem. Pro zjištění optimálního výstupu se vychází ze zlatého pravidla maximalizace zisku – rovnost mezi mezními příjmy a mezními náklady (MR = MC). Maximálního zisku v krátkém období bude dosahovat při největším rozdílu mezi celkovými příjmy (TR) a celkovými náklady (STC).

## Maximalizace zisku v dlouhém období
Firma může dosahovat ekonomického zisku na monopolistickém konkurenčním trhu pouze v krátkém období. V dlouhém období neexistují žádné významnější bariéry pro vstup nových firem na trh, existuje zde tedy tendence k nulovém ekonomickému zisku.
V krátkém období vzniká u firem kladný ekonomický zisk na daném monopolistickém trhu. Existence tohoto kladného zisku bude podnět pro vstup nových nebo podnikajících firem do daného odvětví. Jelikož neexistují bariéry vstupu, případně jsou velmi nízké, příliv firem bude bezproblémový. Tržní poptávka bude tvořena větším počtem firem, tedy na každou z nich bude připadat menší část trhu. Individuální poptávka se bude posunovat doleva, dokud se cena nevyrovná dlouhodobým průměrným nákladům a firma tak dosáhne nulového ekonomického zisku. Pokud tato situace nastane, další firmy nebudou chtít vstupovat do tohoto odvětví.

## Efektivnost monopolistické konkurence
Posuzuje se v porovnání monopolistické konkurence s dokonale konkurenčním prostředím. U dokonalé konkurence je firma příjemcem ceny, poptávka po produkci je horizontální, u dlouhodobé rovnováhy se cena rovná mezním nákladům a firma vyrábí v minimu průměrných nákladů. V případě monopolistické konkurence je firma tvůrcem ceny, poptávka po produkci je klesající, u dlouhodobé rovnováhy je cena vyšší než mezní náklady a firma nevyrábí v minimu průměrných nákladů. Někteří ekonomové tímto tvrdí, že monopolistická konkurence je neefektivní v porovnání s dokonale konkurenčním prostředím.

## Příklady monopolistické konkurence
- Cestovní kanceláře,
- Kosmetické služby,
- Právní služby,
- Medicínské služby,
- Poradenské služby,
- Pohostinství,
- Kadeřnictví,
- Maloobchod,
- Fotoslužba. [2]